# Штурмовая инженерно-сапёрная бригада

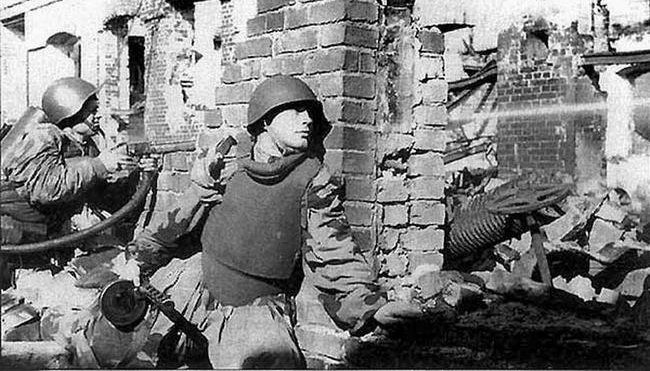
Советские военнослужащие шисбр во время уличных боёв. Боец слева вооружён огнемётом РОКС-3, боец справа в стальном нагруднике СН-42

Штурмовая инженерно-сапёрная бригада (сокращённое действительное наименование — шисбр) — формирование (соединение) инженерных войск Резерва Верховного Главнокомандования в РККА, существовавшее во время Великой Отечественной войны. Подобная бригада была предназначена для штурма приспособленных к обороне населённых пунктов и прорыва сильно укреплённых рубежей обороны противника. Образование подобных бригад началось в 1943 году: они создавались путём переформирования инженерно-сапёрных бригад.

## Инженерные части в советско-финляндской войне

### Состояние инженерных войск в начале войны
Основы тактики штурма укреплений, которых придерживалась РККА, были разработаны на базе довоенных уставов и инструкций, которые содержали опыт Первой мировой и Гражданской войн. Ряд недостатков в подготовке и боевом обеспечении войск (в том числе инженерном) был выявлен по итогам советско-финляндской войны 1939—1940 годов: 1 декабря 1939 года за подписью К. Е. Ворошилова и Б. М. Шапошникова в войска была направлена директива о необходимости создания в дивизиях отрядов по преодолению полос заграждений (из дивизионных, корпусных, армейских саперных и инженерных частей) и рекомендации по созданию специальных команд для очистки дорог от завалов (с применением кошек для их растаскивания и удлинённых зарядов для подрыва мин и завалов). Подобные предложения были связаны с крайней малочисленностью инженерных войск, особенно армейского звена. К самому началу советско-финляндской войны было сделано очень мало работы, связанной с усилением армии инженерными войсками. Существовавшие тогда части инженерных войск вступили в войну, имея ряд серьёзных недостатков, а армейские части были слабы в количественном и качественном плане.
В феврале 1940 года, перед возобновлением штурма линии Маннергейма, был издан приказ по Северо-Западному фронту, требовавший организованного проведения частных атак по штурму и захвату дотов. Приказ предусматривал основные положения инструкции по организации и подготовке штурмовых отрядов: над этой инструкцией работал начальник инженерных войск 7-й армии, Герой Советского Союза А. Ф. Хренов. Свои соображения Хренов изложил в письменном виде: его докладная попала к члену Военного совета фронта А. А. Жданову, а на следующий день Хренова вызвал командующий фронтом К. А. Мерецков, которому Хренов доложил о данных для подготовки подобной инструкции (дешифрованные снимки линии Маннергейма и полные сведения о ТТХ огневых сооружений противника). Через несколько дней проект инструкции по штурму укреплённых позиций был утверждён командующим фронтом: согласно инструкции, в штурмовую группу входили один стрелковый и один пулемётный взводы, два—три танка, до двух 45-мм орудий, от отделения до взвода сапёров и два—три химика. Помимо штурмовых групп, создавались группы разграждения и восстановления.

### Обучение штурмовых частей и их задействование
Обучение войск проходило на захваченном финском учебном полигоне около Бобошино, который был приспособлен для отработки действий на местности. На отработку положений инструкции ушло около месяца: через полигон прошли все части, которым предстояло действовать на любом из участков Северо-Западного фронта протяжённостью 110 км. Сапёры обучались проводить инженерную разведку позиций противника в ходе штурма: в частности, они находили и обезвреживали мины, чтобы открыть дорогу пехоте и бронетанковым частям; разрезали колючую проволоку и подрывали надолбы, а после действий пехоты и танков и артиллерийской подготовки выходили в тыл дота с необходимым количеством взрывчатки и подрывали сооружение. Для обучения сапёров инженерной разведке в войска были направлены командный состав отдела инженерных войск фронта, представители Ленинградского военно-инженерного училища и слушатели военной электротехнической академии.
Для подготовки штурмовых отрядов на захваченных финских опорных пунктах, в дивизиях второго эшелона организовывались занятия и практическое обучение, в ходе которого отрабатывались вопросы взаимодействия сапёров, пехоты, танков и артиллерии, а также вырабатывались приёмы разведки и захвата долговременных сооружений противника. За эти мероприятия отвечали командный состав инженерных войск фронта и преподаватели Ленинградского военно-инженерного училища. В войска были направлены руководства, памятки и инструкции по инженерному делу, которые помогали личному составу инженерных войск изучить инженерное вооружение финнов, а также освоить новое инженерное вооружение Красной Армии и научиться его эффективно применять. Особую помощь оказала инструкция, определяющая организацию и действия штурмовых групп по разведке и захвату дотов.
Результатом подготовки инженерных частей и штурмовых групп стало наступление войск Северо-Западного фронта, начавшееся 11 февраля 1940 года. Сапёры обеспечивали штурм долговременных оборонительных сооружений, остававшихся после артиллерийской подготовки и авианалётов. С 12 по 20 февраля сапёрами штурмовых групп было подорвано 320 оборонительных сооружений, из которых 90 — железобетонные доты, убежища и наблюдательные пункты, причём 70 долговременных сооружений было уничтожено в полосе наступления 7-й армии. Сапёры в ходе наступления вели работы по обезвреживанию мин под интенсивным огнём противника, разминируя до 1000 мин и фугасов за день. Действия инженерных войск показали их возрастающую роль в обеспечении наступательных операций при прорыве мощного укреплённого района и преодолении развитой системы заграждений.

### Оценка инженерных частей
По итогам войны советская армия накопила большой опыт подготовки и ведения действий по прорыву долговременной обороны противника, а также инженерного обеспечения. Туда вошли организация и ведение инженерной разведки на большую глубину, оборудование исходного района для наступления в зимних условиях, обнаружение минно-взрывных заграждений и их преодоление, участие войск в штурмовых действиях при прорыве долговременной обороны, обеспечение форсирования водных преград, наведение переправ, устройство и содержание путей в суровых зимних условиях. В то же время были отмечены недочёты в инженерной подготовке родов войск, недостаточное обучение инженерных частей и подразделений, а также недостаточное обеспечение войск инженерным снаряжением. После окончания войны К. Е. Ворошиловым был составлен предварительный доклад, в котором были указаны основные недостатки в организации деятельности и обеспечении инженерных войск. В связи с этим был предложен комплекс мер, направленный на повышение боевых возможностей инженерных частей и обеспечение их современной инженерной техникой. Высказывались мысли об организации систематической подготовки войск по прорыву (действиям штурмовых отрядов и блокировочных групп, взаимодействию родов войск) и об унификации, модернизации, типизации и универсальности инженерной техники, как-то: специальные танки для подрыва дотов, однотипных тракторов, дорожных машин и так далее.
В декабре 1940 года высший руководящий состав РККА провёл совещание, на котором обобщался опыт боевых действий последних лет (в том числе в теории и практике действий штурмовых отрядов по прорыву крупных укрепленных районов). Было констатировано, что опыт войны с Финляндией остался в большинстве своём необобщённым и неизвестным для командного состава, не принимавшего участие в боях в Финляндии. Однако по итогам совещания был сделан однозначный вывод о том, что все рода войск должны высоко владеть инженерным искусством и иметь в достаточном количестве отлично подготовленные инженерно-сапёрные части и разнообразный арсенал инженерных средств. Последующая реорганизация началась с 22 июня 1940 года, когда нарком обороны С. К. Тимошенко подписал приказ о реорганизации инженерного управления Красной Армии в Главное военно-инженерное управление, доверив реорганизацию ГВИУ генерал-майору инженерных войск А. Ф. Хренову. Часть недостатков, обнаруженных в инженерных войсках в ходе советско-финской войны, удалось устранить ещё до начала Великой Отечественной войны, но в целом реорганизация инженерных войск так и не была завершена ни в оргштатном отношении, ни в техническом оснащении. По существу опыт советско-финской войны не был изучен в достаточной мере и не получил широкого распространения.

## Штурмовые группы в Великой Отечественной войне

### Состояние инженерных войск в начале Великой Отечественной войны
На момент начала Великой Отечественной войны войсками начал использоваться временный полевой устав 1941 года (ПУ-41). В соответствии с уставом у каждого рода войск на прорыв сильно укреплённых позиций были свои задачи: инженерные войска должны были составлять группы разграждения, входить в состав штурмовых групп и так далее. Уточнялись организация и практика осуществления инженерного обеспечения общевойскового боя на всех этапах (в том числе прорыв укреплённых районов). Однако полностью провести весь комплекс инженерных мероприятий не удалось до начала войны. Большие трудности в инженерном обеспечении Красной Армии были вызваны незавершённостью организации и перевооружения инженерных войск, а также банальной нехваткой средств инженерного вооружения и общей малочисленностью войск: стереотип «тылового войска» не был преодолен до конца, и в апреле—мае 1941 года около 80 % личного состава инженерных войск были привлечены к строительству укрепрайонов на новой государственной границе жертвуя боевой и специальной подготовкой. Ситуацию в начале войны усугубили также огромные потери инженерно-сапёрных частей в личном составе и технике
На первом этапе Великой Отечественной войны в условиях стратегической обороны роль инженерных войск состояла в обеспечении замедления темпов продвижения немцев и создании необходимых условий для перехода Красной Армии в наступление. Однако в ходе зимних наступательных операций под Москвой и на других участках фронта войскам приходилось часто вести действия без должного усиления инженерными частями, поскольку их большая часть находилась в составе сапёрных армий, которые занимались строительством тыловых оборонительных рубежей и не могли оказать помощь в обеспечении советского контрнаступления. В январе 1942 года у Западного фронта, состоявшего из 9 армий, было всего 88 инженерных и сапёрных батальонов, из которых только 8 были фронтовыми. Это не позволяло создать высокую плотность инженерных войск на направлениях главных ударов. По ходу войны значение инженерных войск на поле боя резко поднялось: они выросли как количественно, так и качественно. Это позволило уточнить командованию Красной Армии теоретические взгляды командования на инженерное обеспечение штурмовых действий: инженерное обеспечение стало ключевым фактором, влиявшим на успех штурма сильно укреплённых позиций или долговременных сооружений.

### Первые штурмовые группы. Контрнаступление под Москвой
Один из первых документов, связанный с подготовкой и действиями штурмовых групп, датировался октябрём 1941 года и представлял собой указания командующего войсками 8-й армии по блокировке и овладению дзотом. В частности, в ходе наступления для создания огневого превосходства перед противником приказывалось использовать в полной мере огневые средства пехоты: к этим выводам пришёл военный совет Ленинградского фронта в середине декабря 1941 года после наступательных боёв 8-й и 55-й армий. Хотя указания имели ряд недостатков из-за ограниченного обобщения боевого опыта и коротких сроков разработки, они оказались полезными при выборе подхода к созданию, обучению и подготовке штурмовых групп. Так, в ночь с 7 на 8 декабря 1941 года благодаря штурмовым группам, входившим в части 8-й гвардейской стрелковой дивизии, 44-й кавалерийской дивизии и 17-й стрелковой бригады была прорвана оборона противника в районе Крюково и занят сам населённый пункт.
В каждом батальоне наступавших под Крюково частей было по две штурмовые группы, в состав которых входили стрелки, сапёры с подрывными средствами и химики с дымовыми шашками. Проходы в заграждениях устраивались с помощью групп разграждения, а штурмовые группы уничтожали окопавшиеся танки. Подбираясь к танку, химики зажигали дымовые шашки и ослепляли экипаж танка, не позволяя ему вести прицельный огонь, а сапёры устанавливали взрывчатку и подрывали танк. К огневым точкам сапёры 20-й армии подходили, прокапывая сапу в снегу, забрасывая дзот ручными гранатами и подрывая его; сапёры 16-й армии пробирались по ночам через передний край обороны, подходили к огневым точкам с тыла и подрывали их. Для ликвидации противника, оборонявшегося в прочном блиндаже, сапёры подъезжали к нему на танке и спешивались: пока танк держал блиндаж под огнём, сапёры забирались на крышу блиндажа и спускали в него через дымовую трубу противотанковую мину ЯМ-5 или трофейный стандартный заряд мощностью 3 кг. К взрывателю привязывался шнур до 25 м, за который сапёры выдёргивали чеку: заряд взрывался внутри блиндажа. С помощью этой технологии сапёры 35-й и 64-й стрелковых бригад уничтожили 11 немецких блиндажей.
На практике штурмовые группы представляли собой стрелковые подразделения, в состав которых включались самые стойкие бойцы. Первоначально туда входили пехота, автоматчики, отдельные орудия для стрельбы прямой наводкой по укреплениям противника, бойцы с противотанковыми ружьями, огнемётчиками, сапёры и иногда танки. Основу штурмовой группы составляла пехота численностью от взвода до роты, отдельно выделялись отделение или взвод автоматчиков. В распоряжении штурмовой группы были одно или два орудия калибром 45 или 76 мм, два-три противотанковых ружья, отделение химиков с ранцевыми огнемётами, отделение или взвод сапёров с зарядами взрывчатки и дватри танка по возможности. Состав и численность менялись в зависимости от задач, но зависели и от возможностей стрелкового батальона. Батальон, боевая численность которого не превышала 150—200 человек, как правило, выделял одну штурмовую группу, но если численный состав батальона позволял, то штурмовая группа создавалась в каждой роте. Штурмовой отряд же сам делился на группы. Опыт показывал, что в рамках выполнения боевых задач штурмовым группам необходимо было уничтожать отдельные опорные пункты, доты и дзоты, преодолевать деревоземляные валы и завалы, а также другие сооружения, мешавшие продвижению стрелковых частей. Стрелковым подразделениям необходимо было продвигаться в непосредственной близости за штурмовыми группами и развивать их успех.

### Успехи и неудачи штурмовых групп
Опыт зимнего наступления 1941—1942 годов дал толчок дальнейшему совершенствованию организационных форм инженерных войск и мероприятий инженерного обеспечения боевых частей Красной Армии. В феврале 1942 года были расформированы пять сапёрных армий, а остальные были переподчинены фронтам, но были в итоге расформированы к 1 октября 1942 года. Часть входивших в сапёрные армии формирований была передана фронтам, а другая была выведена в Резерв Верховного Главнокомандования для формирования инженерно-сапёрных и инженерно-минных бригад. Во второй половине 1942 года и в последующие годы войны в Красной Армии стало характерным создание и применение большого количества штурмовых групп и отрядов с включением в их состав сапёров. Однако в целом за 1942 год инженерному обеспечению наступательных действий, применению инженерных средств и инженерных войск большого внимания не уделялось.
В мае 1942 года наступательная операция Юго-Западного фронта обернулась провалом из-за отсутствия противотанковых резервов и отрядов заграждения, ограниченного применения инженерных средств на поле боя и отсутствия взаимодействия инженерных войск с артиллерией и танками. В сентябре 1942 года неудачу потерпели 11-я и 1-я ударные армии при попытке взять в окружение группировку немцев под Демянском усилиями штурмовых групп: причиной этой неудачи стал господствовавший тогда ошибочный взгляд на роль штурмовых групп, заключавшийся в том, что штурмовые группы должны были наступать сами по себе. На практике они тогда действовали без поддержки пехоты, не имея достаточного количества тяжёлого вооружения (артиллерии, противотанковых ружей, сапёров и огнемётчиков) и не располагая танками как таковыми. Вплоть до создания ШИСБр в штурмовые группы и отряды часто включались подразделения обычных войсковых сапёрных частей, не имевшие должной подготовки.
Практический опыт штурма укреплённой полосы противника находил своё отражение в обобщённых руководящих документах того периода — в частности, в указания Волховского фронта по прорыву креплённой полосы противника перед операцией «Искра». В этом документе достаточно подробно и скрупулёзно определялись способ прорыва укреплённой полосы, действия родов войск и штурмовых групп. Считается, что именно там впервые были подробно описаны задачи инженерного обеспечения прорыва. В частности, при наступлении инженерные силы и средства армии распределялись в три эшелона:
- 1-й эшелон двигался впереди стрелковых батальонов, обеспечивая атаку и штурм первой оборонительной позиции, а также продвижение в бою танков[35].
- 2-й эшелон составляли инженерные части, сопровождавшие танки, артиллерию и миномёты, занимавшиеся также устройством колонных путей и дорог[36].
- 3-й эшелон составляли инженерные части резерва и специального назначения, предназначенные для закрепления захваченных рубежей, заграждения флангов и других заданий[37].

В состав 1-го эшелона входили батальонные отряды штурма и разграждения. В каждом таком отряде были группа инженерной разведки во главе с командиром сапёрного взвода (включала три отделения инженерной разведки, три химика-разведчика), группа разграждения (сапёрный взвод, усиленный отделениями дымопуска и огнеметания) и группа штурма во главе с командиром сапёрного взвода или стрелковой роты (включала три саперных взвода, отделение огнемётчиков, артиллерийских наблюдателей, стрелковый взвод, танки, орудия противотанковой обороны). Инженерная разведка выявляла минные поля, противотанковые и пехотные заграждения, проделывая проходы для групп разграждений и штурма (при достаточном времени можно было произвести полное разграждение проходов для атакующей пехоты). Группа разграждения ликвидировала все выявленные препятствия, вела дополнительную разведку и блокировала огневые сооружения противника. Далее следовала штурмовая пехота, усиленная пехотой и по возможности танками, которая атаковала передний край обороны противника. За ней следовали боевые порядки пехоты.
2-й эшелон включал в себя дорожно-мостовой отряд (один отряд на стрелковую дивизию, размер — от двух рот до двух батальонов) и подвижной отряд заграждения и разграждения в составе одной-двух сапёрных рот (на стрелковую дивизию должно было приходиться по одному отряду с резервом средств заграждения на машинах или санях). До получения задачи этот эшелон находился в боевых порядках резерва командования. Для пополнения первых двух эшелонов сапёров во втором должна была присутствовать группа материального обеспечения и резерва. В составе 3-го эшелона были специальные отряды разграждения, которые действовали против отдельных мощных укреплений, создавали проходы в мощных заграждениях и сопровождали моторизованные и механизированные части. Действия третьего эшелона планировались начальником инженерных войск армии.
Хотя состав, боевое построение, вооружение и численность отрядов штурма и разграждения имели важное значение, этот подход не нашёл широкого применения (в том числе на Волховском фронте). Согласно указаниям Военного совета, штурмовые группы, абсолютное большинство которых составляли сапёры, должны были атаковать передний край обороны и уничтожать блокированные сооружения, выполняя по сути функции пехоты. В дальнейшем при сходных задачах большинство в штурмовых группах составляли стрелковые подразделения, которыми командовали пехотные командиры, а сапёры выполняли задачи инженерного обеспечения штурма. Деятельность штурмовых групп (отрядов) такого состава была более полезной и эффективной.
К маю 1943 года у Красной Армии благодаря опыту сражений за Калинин, Клин, Юхнов, Калугу, Ростов-на-Дону, Тихвин, Сталинград и Шлиссельбург накопились достаточные навыки ведения боевых действий в крупных населённых пунктах. Для атаки находившихся внутри города отдельных опорных пунктов в РККА стали образовываться штурмовые группы: в одну группу входили до взвода пехотинцев, сапёры с подрывными средствами, отдельные орудия, пулемёты, огнемёты и один-два тяжёлых танка. Бойцы штурмовых групп были вооружены большим количеством ручных противопехотных и противотанковых гранат, а также бутылок с горючей смесью. Сапёры занимались не только уничтожением заграждений и нейтрализацией минных полей и минных ловушек, но и сами осуществляли наземно-минную атаку и строили сложные инженерные сооружения для закрепления на новых захваченных рубежах обороны.
Бойцы штурмовых групп первыми врывались на атакуемый объект, ведя бой с использованием автоматов и гранат, но используя также при необходимости ножи и лопаты. Группы закрепления следовали за штурмовиками, занимая огневые точки и пресекая попытки контратак со стороны противника: бойцы этих групп были вооружены станковыми и ручными пулемётами, миномётами, противотанковыми ружьями и артиллерийскими орудиями, огнемётами и термитными шарами. Противотанковые гранаты использовались для уничтожения блиндажей и дзотов противника, термитные шары и ручные огнемёты — для выжигания врагов. Артиллерия разного калибра использовалась для стрельбы прямой наводкой по амбразурам огневых точек и противотанковым пушкам; противотанковые и противопехотные гранаты были эффективны в ближнем бою; станковые и ручные пулемёты использовались для поддержки штурмовых групп. Управление боем осуществлялось преимущественно при помощи радио, световых сигналов и живой связи, поскольку возможности организовать устойчивую проводную связь попросту не было. Радио и сигнальные ракеты считались наиболее оптимальными средствами связи.

## Образование ШИСБр

### От штурмовых групп к бригадам
Предпосылками к образованию штурмовых инженерно-сапёрных бригад стали ряд факторов: постепенный переход стратегической инициативы к Красной Армии на фронте; необходимость повышения уровня подготовки и оснащения советской пехоты по сравнению с немецкой; возросшая по ходу Великой Отечественной войны роль инженерных войск и появившаяся необходимость разгрома противника в заранее подготовленных укреплённых районах и населённых пунктах (на примере наступательных операций в ходе Сталинградской битвы). К лету 1943 года сложился комплекс основных мероприятий инженерного обеспечения наступления, однако уже к тому моменту была необходимость иметь инженерно-сапёрные части, способные решать весь этот комплекс и в условиях непосредственного соприкосновения с противником.
Сражения за Сталинград и Шлиссельбург показали необходимость полного пересмотра организационно-штатной структуры, вооружения и технического обеспечения инженерных войск, сражающихся в крупных населённых пунктах и укрепрайонах: и там, и там бой внутри города распадался на ряд отдельных местных столкновений. Однако пример Сталинграда показал, что армии требовалось намного больше сил и ресурсов для проведения инженерных мероприятий наступательного характера — инженерной разведки; создания групп разграждения, групп сопровождения танков НПП и артиллерии; последующего штурма укреплённых позиций. Успехи армии и практика прорыва укреплённых позиций противника выявили потребность в специально подготовленных, новых мощных инженерных соединениях, которые могли бы обеспечить прорыв и штурм укреплений. На основании этого Ставка Верховного Главнокомандования приняла решение о формировании штурмовых инженерно-сапёрных бригад.
Советское командование решило сделать ставку на подготовку высокопрофессиональной штурмовой пехоты, которая обеспечила бы количественное и качественное превосходство советских войск на важнейших участках фронта. Создать подобные части было решено на базе инженерно-сапёрных частей: бойцы этих частей обладали необходимыми техническими знаниями и сплочённостью, обусловленной совместной деятельностью под огнём противника; офицеры не только были грамотны в общей и тактической подготовке, но и всегда ставили на первое место жизни своих подчинённых. Опыт использования инженерных частей показал, что специализированные инженерные бригады, оснащённые всей необходимой техникой и вооружением, наиболее полно соответствовали современным оперативно-тактическим требованиям. Название «штурмовая инженерно-сапёрная бригада» подразумевало универсальность подобных бригад, предполагая инженерное обеспечение штурма со стороны бригад, их непосредственное участие в штурме и плотное соприкосновение с противником. За подобными подразделениями также закрепилось прозвище «панцирная пехота».
18 мая 1943 года начальник инженерных войск РККА генерал-лейтенант М. П. Воробьёв представил начальнику Генерального штаба маршалу А. М. Василевскому предложения о формировании в Московском военном округе 15 ударных инженерно-сапёрных бригад Резерва Верховного Главнокомандования. На следующий день Воробьёв представил заместителю начальника Генерального штаба генерал-полковнику А. И. Антонову проект директивы о создании штурмовых бригад путём сокращения и расформирований частей инженерных войск, что было связано больше с положениями приказа о лимите численности войск, чем со стремлением сохранить личный состав. Также на тот момент численность инженерных войск и количество частей не соответствовали решаемым задачам. К 30 мая 1943 года Ставка Верховного Главнокомандования приказала сформировать первые ШИСБр путём переформирования 15 бригад. Из этих частей были отчислены все бойцы старше 40 лет, а также ограниченно годные военнослужащие.

### Структура ШИСБр
Первые ШИСБр были сформированы в мае — июле 1943 года. В состав каждой из них входили:
- управление бригады — 40 человек (штат № 012/88);
- рота управления — 87 человек (штат № 012/89);
- моторизованная инженерно-разведывательная рота — 101 человек (штат № 012/126);
- 5 штурмовых инженерно-сапёрных батальонов по 388 человек в каждом (штат № 012/127);
- легкопереправочный парк — 36 человек (штат № 012/90).

Общая численность личного состава бригады составляла 2204 человека.
В октябре 1943 года в состав бригады был введён медико-санитарный взвод, численностью 16 человек (штат № 012/152) и рота собак-миноискателей численностью 90 человек и 72 собаки (штат № 012/110). В 1944 году роты собак-миноискателей стали выводить из состава бригады.
Таким образом, в целом каждая бригада включала в свой состав командование, штаб, роты инженерной разведки и управления, 5 штурмовых инженерно-сапёрных батальонов, роту собак-миноискателей и лёгкий переправочный парк.

## Подготовка бригады

### Вооружение и снаряжение

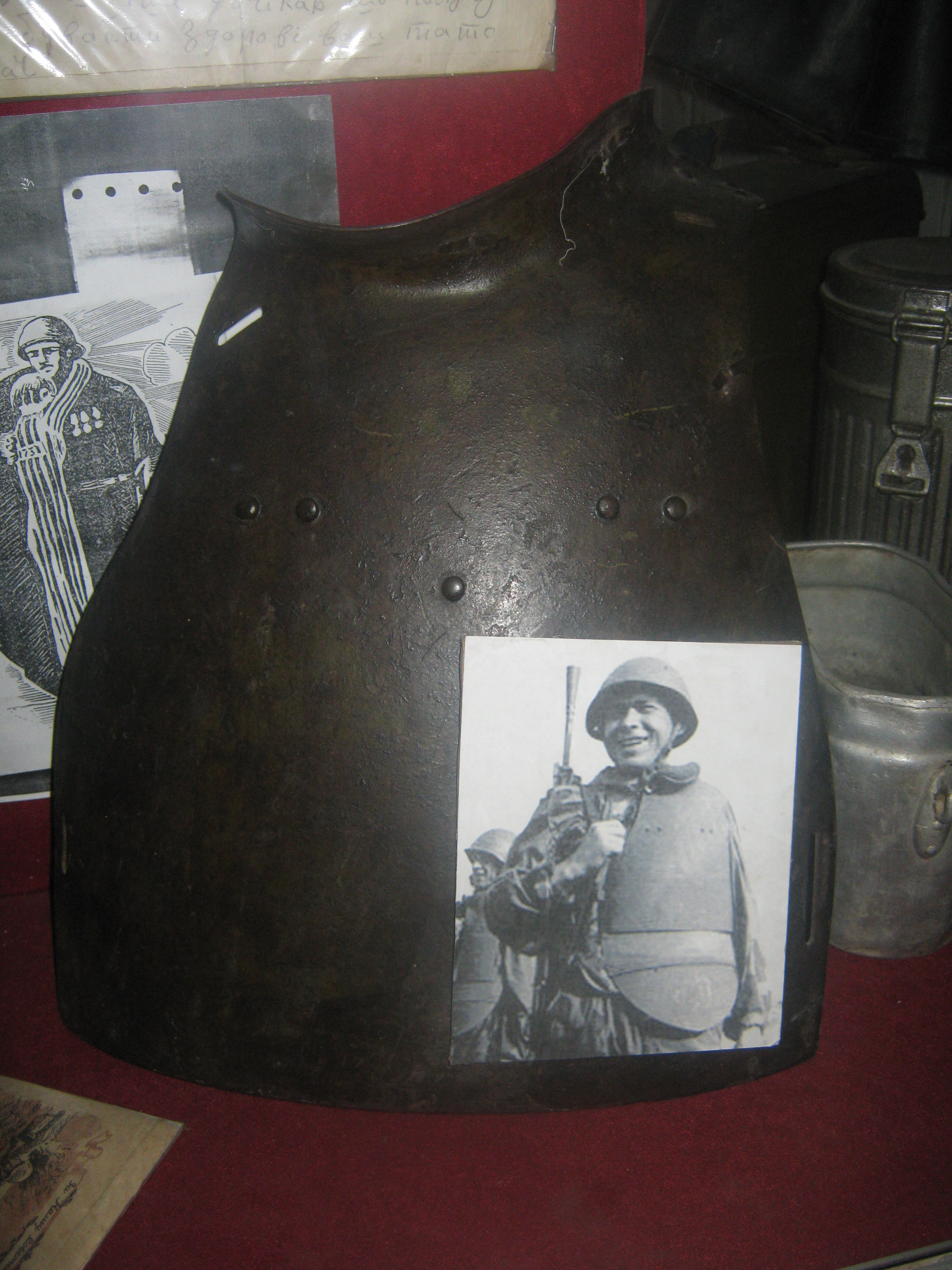
Верхняя часть стального нагрудника, музей Каменец-Подольской крепости.

Основным стрелковым оружием штурмовика изначально был пистолет-пулемёт Шпагина, позже заменённый на пистолет-пулемёт Судаева, а холодным оружием — нож-финка. В штурмовых батальонах на вооружении присутствовали также различные снайперские винтовки, противотанковые ружья и ручные пулемёты типа ДП, выдававшиеся в большом количестве. Бойцы были вооружены также различными видами гранат: противотанковыми типа РГП-43, противопехотными типа Ф-1 или РГД-33, а также специальными зажигательными гранатами (бутылки КС), которые были предназначены для уничтожения огнём оборонительных сооружений противника.
В защитное снаряжение личного состава ШИСБр входили стальная каска и стальной нагрудник, защищавший от пуль и мелких осколков и имевший специальную подкладку с внутренней стороны, игравшую роль амортизатора. Этот нагрудник солдаты надевали обычно на ватник с оторванными рукавами, служивший дополнительным амортизатором, а иногда поверх маскхалата и даже шинели. Имеются свидетельства того, что нагрудник спасал солдата даже при выстреле из пистолета в упор. Нагрудник был более полезен в уличной схватке, поскольку защищал грудь от пуль и осколков, пока солдат шёл или бежал, а также во время рукопашных схваток (в том числе в блиндажах). Однако в полевых условиях сапёры-штурмовики, передвигавшиеся по пластунски, не использовали нагрудники. Части, которые вели бои на слабозаселённой местности, хранили нагрудники на батальонных и на бригадных складах. Как правило, этим нагрудником был стальной нагрудник типа СН-38 или СН-42 из тонкой броневой стали, снабжённый сочленённым «передником».
Униформа военнослужащих инженерно-сапёрных частей соответствовала в целом униформе РККА образца 1943 года. В качестве знаков отличия у инженерно-сапёрных войск на форме присутствовали скрещенные топорики жёлтого или белого металла, а также чёрный кант на петлицы и погоны. Поскольку большинство бригад было сформировано из сапёрных частей, весной 1943 года часть военнослужащих могла носить новые погоны на обмундировании старого образца или донашивать старые петлицы. У офицеров были популярны цветные фуражки с чёрным околышем и тёмно-синим кантом, а также каракулевые шапки-кубанки. Помимо бронещитков-кирас, военнослужащие шисбр носили вместе с гимнастёркой широкие штаны камуфлированного маскировочного костюма.
Весной 1944 года в состав бригад поступили батальоны ранцевых огнемётов РОКС-3. Созданы 5 моторизованных инженерно-сапёрных бригад (войсковые № 2-я, 22-я гвардейские, 20-я, 21-я, 23-я моторизованные штурмовые инженерно-сапёрные бригады), имевших меньшую численность, но лучше оснащённых автомобильным транспортом. В 1-ю, 2-ю, 4-ю, 10-ю, а также во 2-ю гвардейскую штурмовую инженерно-сапёрную бригаду были введены инженерно-танковые полки с тралами ПТ-3 (танки Т-34/76, Т-34/85) и полки огнемётных танков ОТ-34, трёхротного состава с общим числом боевых машин 20 в полку.

### Обучение
Значительное время у бойцов бригад уходило на изучение приёмов рукопашного боя и метания гранат. Бойцы учились преодолевать разные препятствия (штурмовые заборы, проволочные и деревянные препятствия), а также биться с противником с помощью носимого шанцевого инструмента — малыми сапёрными лопатами, отточенными на три канта. Известен пример, что в 13-й штурмовой инженерно-сапёрной бригаде командир 62-го штурмового батальона капитан М. Цун на тактических занятиях с личным составом использовал боевые патроны, что позволило значительно повысить уровень подготовки пластунов. Подготовку к штурмовым действиям бойцы бригад проходили на учебных штурмовых городах.

## Опыт применения

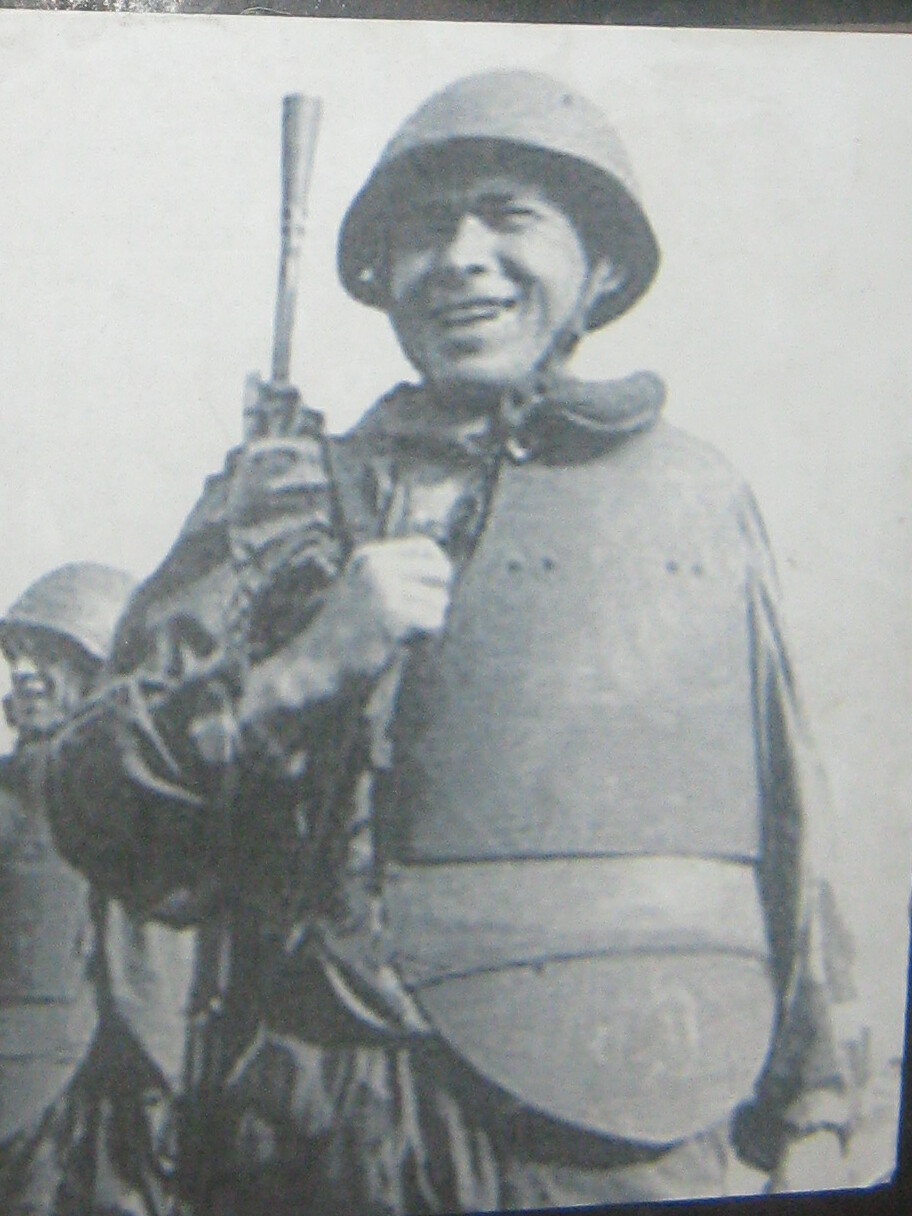
Боец 1-й штурмовой инженерно-сапёрной бригады. 1-й Белорусский фронт, лето 1944 года

Основным предназначением ШИСБр считался прорыв мощных укреплённых вражеских оборонительных полос. Бригады предполагалось использовать на самых важных оперативных направлениях, где у немцев были мощные укрепления и минные заграждения, а также при штурме сильно укреплённых населённых пунктов. В ходе прорыва бойцы бригады должны были разрушить все тяжёлые долговременные оборонительные сооружения и препятствия в полосе наступления той части, которой бригада придавалась на период проведения операции.
Широкий размах наступательных действий советских войск способствовал дальнейшему совершенствованию штурмовых инженерно-сапёрных бригад: советские наступления 1943 года требовали принципиально новой организации мощных инженерных соединений ударно-наступательного типа, которые были бы способны прорвать позиции противника и обеспечить штурм его укреплений. В то же время часто имели место ошибки при использовании ШИСБр: вместо действий в составе групп и отрядов они использовались в качестве обычных стрелковых частей при штурме особенно сильных укреплённых позиций противника, получая самостоятельную полосу наступления. Не имея при себе тяжёлого стрелкового оружия и артиллерии, бригады несли большие потери. Иногда им приходилось выполнять другие задачи, не связанные с обеспечением штурмовых действий.
В августе 1943 года прошедшие ускоренный курс подготовки ШИСБр прибыли на фронт. 10 августа 1943 года в свой первый бой в районе Спас-Деменска вступила 1-я штурмовая инженерно-сапёрная бригада, которая взяла высоту 233,3, не используя танковую поддержку и ограничившись небольшой артиллерийской поддержкой. Высота была хорошо укреплена: её окружал глубокий противотанковый ров протяжённостью до 900 м; подходы были заминированы со всех направлений и обнесены проволокой в два ряда кольев; были установлены замаскированные управляемые мины и цельнометаллические колпаки для дотов. Гарнизон подземного городка насчитывал 800 солдат и офицеров. Штурмом руководил командир 1-го батальона бригады майор Белоконь: он отказался от артиллерийской подготовки, договорившись с артиллеристами о начале артобстрела только после сигнала от сапёров.
В штурме участвовали 1-й батальон и учебная рота 5-го батальона. Вечером того же дня четыре роты, подойдя к немецким позициям на 150 м, после нескольких залпов «катюш» атаковали противника со всех сторон. Удар наносился по высоте с трёх сходящихся в центре направлений, поэтому немцы попадали под фронтальный и фланговый огонь советских войск. Артиллерия вскоре перевела огонь в глубину обороны противника, не позволяя подтянуть резервы. Сапёры-штурмовики, добравшись до немецких траншей, вступили в рукопашную схватку. Через два часа после начала штурма высота была взята, а командир батальона майор Белоконь поднял знамя на высоте. По итогам штурма 91 человек были награждены орденами и медалями Военным советом Западного фронта, а майор Белоконь был удостоен ордена Александра Невского.
В декабре 1943 года был разработан чёткий порядок боевого использования штурмовых соединений. Штурмовые бригады вводились в бой для инженерного обеспечения прорыва укреплённой полосы обороны противника. Они могли успешно выполнять свои задачи только при условии чётко налаженного взаимодействия со стрелковыми, бронетанковыми и механизированными войсками и артиллерией. После выполнения своих задач части бригады немедленно выводились в резерв для восстановления сил и продолжения боевой учёбы. Бригады использовали в разминировании маршрутов перемещения войск, на разминировании местности или на проведении дорожно-мостовых работ.
Бригады в боевых операциях показали себя с лучшей стороны и особенно отличились при штурме городов, для чего они, собственно, и предназначались.
После окончания Великой Отечественной войны четыре ШИСБр участвовали в советско-японской войне, а именно в штурме укрепрайонов Квантунской армии. Так, 9-я шисбр была придана 39-й армии, 5-я шисбр — 6-й гвардейской танковой армии Забайкальского фронта; 20-я шисбр — 5-й армии 1-го Дальневосточного фронта, 21-я — 15-й армии 2-го Дальневосточного фронта.

## Итоги
Широкое применение штурмовых инженерно-сапёрных бригад в ходе наступлений советских войск способствовало решению проблемы штурма и преодоления сильно укреплённых вражеских позиций и позволило считать эти бригады лучшими формированиями советских инженерных войск и элитой Резерва Верховного Главнокомандования.
За всю войну бойцами бригад было установлено 2967,69 тысяч противотанковых и противопехотных мин, обезврежено 2607,28 тысяч мин, фугасов и мин-ловушек, установлено 2135,8 км проволочных заграждений, взорван 291 мост (8108 погонных метров), построено и восстановлено 7229 мостов (180 720 погонных метров); построено, отремонтировано и оборудовано 19529,1 км дорог; наведено 819 переправ (22 130 погонных метров), переправлено 157,74 тысяч танков, 164,2 тысяч тонн грузов и 796,9 тысяч человек личного состава; построено и оборудовано 20620 деревоземляных сооружений, открытых ОТ, КП, НП, убежищ и т. д., а также 1083,4 км траншей, ходов сообщения, рвов, эскапрпов и т. д.; блокировано и уничтожено без помощи пехоты 5152 дотов, дзотов и укреплённых зданий; взято штурмом без помощи пехоты 64 высоты и населённых пункта.
Штурмовые инженерно-сапёрные бригады понесли общие потери в размере 47 533 рядовых, 35 479 сержантов и 9 274 офицеров. Из них убитыми — 11 671 рядовой, 8 368 сержантов и 2 449 офицеров; ранеными — 28 563 рядовых, 21 786 сержантов и 5 216 офицеров; умершими от болезней — 111 рядовых, 80 сержантов и 27 офицеров. 1 994 рядовых, 1 602 сержанта и 310 офицеров числились пропавшими без вести.

## Формирования
За годы Великой Отечественной войны были сформированы 20 штурмовых инженерно-сапёрных бригад. Их формирование происходило в Московском военном округе.
| Название              | Сформирована                                               | Переформирована                          | Почётные наименования                                        | Ордена и отличия | Примечания                                             |
| --------------------- | ---------------------------------------------------------- | ---------------------------------------- | ------------------------------------------------------------ | --- | ------------------------------------------------------ |
| 1-я гвардейская шисбр | 29 июля 1943, из 1-й отдельной гвардейской бригады минёров | Ноябрь 1945 года, в 4-ю гвардейскую исбр | Могилёвская (10 июля 1944)                                   | Красного Знамени (10 июля 1944), Кутузова II степени (25 июля 1944); гвардейская бригада |                                                        |
| 1-я шисбр             | 7 июня 1943, из 64-й исбр (1-го форм.)                     | 18 октября 1945, в 45-ю исбр             | Смоленская (25 сентября 1943)                                | Красного Знамени (25 июля 1944), Суворова II степени (19 февраля 1945), Кутузова II степени (4 июня 1945); Комсомольская (решение Военсовета Южного фронта и ЦК ЛКСМУ от 25 июля 1941 года) |                                                        |
| 2-я шисбр             | 28 мая 1943, из 58-й исбр (1 форм.)                        | 15 октября 1945, в 42-ю исбр             | Рогачёвская (26 февраля 1944)                                | Красного Знамени (27 июля 1944), Суворова II степени (11 июня 1945) |                                                        |
| 3-я шисбр             | 23 мая 1943, из 65-й исбр (1 форм.)                        | Расформирована 13 ноября 1945            | Неманская (12 августа 1944)                                  | Кутузова II степени (17 мая 1945) |                                                        |
| 4-я шисбр             | 22 мая 1943, из 66-й исбр (1 форм.)                        | 12 июля 1945, в 81-ю исбр                | Духовщинская (19 сентября 1943)                              | Красного Знамени (25 июля 1944), Суворова II степени (12 августа 1944) |                                                        |
| 5-я шисбр             | 29 мая 1943, из 54-й исбр (1 форм.)                        | 31 декабря 1945, в 75-ю исбр             | Витебская (10 июля 1944), Хинганская (20 сентября 1945)      | Красного Знамени (22 октября 1944) | Полное почётное наименование — Витебско-Хинганская     |
| 6-я шисбр             | 23 мая 1943, из 67-й исбр (1 форм.)                        | 10 июня 1944, в 17-ю исбр                | Уманская (19 сентября 1944)                                  | Красного Знамени (8 апреля 1944) |                                                        |
| 7-я шисбр             | 30 мая 1943, из 71-й исбр (1 форм.)                        | 7 июня 1944, в 19-ю исбр                 | Ровенская (7 февраля 1944)                                   | |                                                        |
| 8-я шисбр             | 29 мая 1943, из 55-й исбр (1 форм.)                        | 8 июня 1944, в 10-ю исбр                 | Волковысская                                                 | |                                                        |
| 9-я шисбр             | 28 мая 1943, из 68-й исбр (1 форм.)                        | 23 ноября 1945, в 77-ю исбр              | Новгородская (21 января 1944), Хинганская (20 сентября 1945) | Красного Знамени (31 октября 1944), Кутузова II степени (17 мая 1945) | Полное почётное наименование — Новгородско-Хинганская  |
| 10-я шисбр            | 25 мая 1943, из 53-й исбр (1 форм.)                        | 30 октября 1945, в 86-ю исбр             | Витебская (10 июля 1944)                                     | Красного Знамени (21 декабря 1943) |                                                        |
| 11-я шисбр            | 25 мая 1943, из 69-й исбр                                  | 13 ноября 1945, в 46-ю исбр              | Запорожская (14 октября 1943), Будапештская (5 апреля 1945)  | Красного Знамени (13 февраля 1944), Кутузова II степени (7 сентября 1944), Богдана Хмельницкого II степени (20 апреля 1944)                                                                 | Полное почётное наименование — Запорожско-Будапештская |
| 12-я шисбр            | 1 июня 1943, из 70-й исбр                                  | 6 декабря 1945, в 83-ю исбр              | Мелитопольская (23 октября 1943)                             | Красного Знамени (24 апреля 1944), Суворова II степени (24 мая 1944), Кутузова II степени (7 сентября 1944), Красной Звезды (26 апреля 1945)                                                |                                                        |
| 13-я шисбр            | 25 мая 1943, из 72-й исбр (1-го форм.)                     | 8 октября 1945, в 76-ю исбр              | Хинганская (20 сентября 1945)                                | |                                                        |
| 14-я шисбр            | 5 июня 1943, из 61-й исбр (1-го форм.)                     | 1 декабря 1945, в 72-ю исбр (2-го форм.) | Александрийская (6 декабря 1943)                             | Красного Знамени (1 апреля 1944), Суворова II степени (15 сентября 1944) |                                                        |
| 15-я шисбр            | 20 июня 1943, из 3-й исбр                                  | 23 ноября 1945, в 16-ю исбр (2-го форм.) | Винницкая (23 марта 1944)                                    | Красного Знамени (31 октября 1944), Богдана Хмельницкого II степени (10 августа 1944) |                                                        |
| 16-я шисбр            | 15 июля 1943, из 15-й исбр (I)                             | 1 ноября 1945, в 69-ю исбр (2-го форм.)  | Рава-Русская (27 июля 1944)                                  | Кутузова II степени (28 мая 1945), Богдана Хмельницкого II степени (4 июня 1945), Красной Звезды (5 апреля 1945)                                                                            |                                                        |
| 17-я шисбр            | 15 июля 1943, из 16-й исбр (1-го форм.)                    | Расформирована 15 ноября 1945            | Гатчинская (27 января 1944)                                  | Красного Знамени (22 марта 1944 и 22 июня 1944) |                                                        |
| 18-я шисбр            | 15 июля 1943, из 56-й исбр (1-го форм.)                    | 6 июня 1944, в 18-ю исбр                 | Ковельская                                                   | |                                                        |
| 19-я шисбр            | 24 июля 1943                                               | 5 декабря 1945, в 33-ю исбр              | Двинская (9 августа 1944)                                    | |                                                        |

## Комментарии
1. ↑  У Никифорова указано награждение Орденом Красного Знамени 5 апреля 1945'"`UNIQ--ref-0000015B-QINU`"'